# Vermont (Wisconsin)
Vermont es un pueblo ubicado en el condado de Dane en el estado estadounidense de Wisconsin. En el Censo de 2010 tenía una población de 819 habitantes y una densidad poblacional de 8,84 personas por km².

## Geografía
Vermont se encuentra ubicado en las coordenadas 43°4′54″N 89°46′57″O / 43.08167, -89.78250. Según la Oficina del Censo de los Estados Unidos, Vermont tiene una superficie total de 92.69 km², de la cual 92.68 km² corresponden a tierra firme y (0.01%) 0.01 km² es agua.

## Demografía
Según el censo de 2010, había 819 personas residiendo en Vermont. La densidad de población era de 8,84 hab./km². De los 819 habitantes, Vermont estaba compuesto por el 98.41% blancos, el 0.12% eran afroamericanos, el 0% eran amerindios, el 0.37% eran asiáticos, el 0% eran isleños del Pacífico, el 0.12% eran de otras razas y el 0.98% pertenecían a dos o más razas. Del total de la población el 0.73% eran hispanos o latinos de cualquier raza.